# 86 (tal)
86 (seksogfirs, på checks også ottiseks) er det naturlige tal som kommer efter 85 og efterfølges af 87.

## Inden for videnskab
- 86 Semele, asteroide
- M86, elliptisk galakse i Jomfruen, Messiers katalog

## Eksterne links
- Wikimedia Commons har flere filer relateret til 86 (tal)